# Lyperanthus serratus
Lyperanthus serratus är en orkidéart som beskrevs av John Lindley. Lyperanthus serratus ingår i släktet Lyperanthus och familjen orkidéer. Inga underarter finns listade i Catalogue of Life.